# Necromunda: Hired Gun
Necromunda: Hired Gun — компьютерная игра в жанре шутера от первого лица, выпущенная в 2021 году. Игра была создана французскими разработчиками Streum On Studio и выпущена Focus Home Interactive. Игра основана на настольном варгейме Necromunda 1995 года от Games Workshop. Действие Hired Gun разворачивается во вселенной Warhammer 40,000 и происходит на планете Некромунда, где игрок работает на различные преступные группировки.
Streum On Studio ранее уже работали с сеттингом Warhammer 40,000, их предыдущей игрой был шутер Space Hulk: Deathwing 2016 года. Necromunda: Hired Gun была анонсирована в марте 2021 года, а релиз состоялся 1 июня 2021 года. Игра была выпущена для платформ PlayStation 4, PlayStation 5, Xbox One, Xbox Series X и Series S и Windows.

## Игровой процесс
Necromunda: Hired Gun является шутером от первого лица, включающем в себя отдельные элементы ролевых игр. Игроку доступен большой арсенал оружия, которое можно кастомизировать. В совокупности с возможностью прокачки героя это позволяет игроку подобрать свой стиль игры, например сосредоточиться на уничтожении противников вблизи из дробовика, или, наоборот, держать дистанцию с помощью снайперской винтовки. В игре также присутствуют добивания противников оружием ближнего боя. Достаточно быстро в игре открываются дополнительные способы передвижения: возможность бегать по стенам, использовать крюк-кошку и т. д. В бою герою может помогать его собака, для которой также доступны улучшения с помощью имплантов. В отличие от главного героя кибернетические улучшения мастифа меняют не только его характеристики, но и внешний вид.
Сюжет игры линеен и состоит из 13 миссий. В перерывах между сражениями в центральной безопасной зоне игрок может пообщаться с неигровыми персонажами, взять у них дополнительные задания, поторговать или заняться улучшениями.

## Сюжет
Действие игры происходит во вселенной Warhammer 40,000 на мире Некромунда, одном из крупнейших индустриальных миров Империума человечества, где производится оружие. Игрок берёт на себя роль безымянного охотника за головами. Взяв задание отомстить за смерть важной персоны, главный герой оказывается втянут в войну банд за контроль над нижними уровнями города-улья.

## Восприятие
| Сводный рейтинг       | Сводный рейтинг                                 |
| Агрегатор             | Оценка                                          |
| --------------------- | ----------------------------------------------- |
| Metacritic            | PC: 62/100 PS4: 49/100 PS5: 56/100 XSXS: 56/100 |
| Иноязычные издания    |                                                 |
| Издание               | Оценка                                          |
| IGN                   | 5/10                                            |
| PCGamesN              | 6/10                                            |
| PC Gamer (US)         | 48/100                                          |
| VG247                 | 3/5                                             |
| Русскоязычные издания |                                                 |
| Издание               | Оценка                                          |
| 3DNews                | 7/10                                            |
| GameMAG.ru            | 3/10                                            |
| GoHa.Ru               | Хорошо                                          |
| ITC.ua                | 3,5/10                                          |
| Riot Pixels           | 62/100                                          |
| «Игромания»           | 6/10                                            |
| «Игры Mail.ru»        | 7/10                                            |
| «НИМ»                 | 6,9/10                                          |

По данным агрегатора Metacritic игра получила «смешанные или средние отзывы» на платформах Windows, PlayStation 5 и Xbox Series X/S и «в целом негативные отзывы» на PlayStation 4.
Рецензенты отмечали, что у игры имелся потенциал, однако множественные проблемы не позволили ему раскрыться. На момент выхода игры было ясно, что разработчикам надо было дать дополнительное время. Итогом стали технические проблемы, прямолинейный искусственный интеллект противников и слабый сюжет. Вместе с тем рецензенты хвалили дизайн уровней, оружие и особенно систему перемещений при помощи крюка-кошки.